# اولشانی (ناحیه ییهلاوا)
اولشانی (به چکی: Olšany) یک منطقهٔ مسکونی در جمهوری چک است که در ناحیه ییهلاوا واقع شده‌است. اولشانی ۷٫۳ کیلومتر مربع مساحت و ۷۱ نفر جمعیت دارد و ۶۲۳ متر بالاتر از سطح دریا واقع شده‌است.